# Edoingo
Edoingo (em latim: Aedoingus) foi um oficial bizantino de origem ostrogótica do século V, que esteve ativo durante o reinado do imperador Zenão (r. 474–475; 476–491). Era tio do federado Sidimundo. Segundo o historiador Malco, por 479 manteve a posição de conde dos domésticos do Oriente e confrontou os ostrogodos liderados por Teodorico, o Amal (r. 474–526).
Como um favorito da ex-imperatriz e viúva Élia Verina (r. 457–474), provavelmente foi nomeado para o posto por sua influência, sendo plausível que já estivesse apossado em 478, já que por 479 Élia Verina fora exilada na Isáuria sob ordens de Zenão.